# Euscelidia nitida
Euscelidia nitida är en tvåvingeart som först beskrevs av Christian Rudolph Wilhelm Wiedemann 1828.  Euscelidia nitida ingår i släktet Euscelidia och familjen rovflugor. Inga underarter finns listade i Catalogue of Life.